# 승계 주자
승계 주자란 야구에서 투수가 한 이닝에 제 역할을 못하고 강판 되었을 때 누상에 그대로 남겨진 주자를 가르킨다. 책임 주자라는 단어로도 불린다.

## 설명
승계 주자가 발생되면 강판된 투수를 다음으로 투수 교체되어 등판한 다음 투수가 막아야 하는 책임이 있다. 만약 이 승계 주자를 다음에 등판한 교체 투수가 후속 타자에게 적시타나 홈런 등을 허용하여 막지 못한다면 이것은 그대로 주자를 내보낸 투수의 자책점이 되어 주자를 내보내고 강판된 투수의 방어율이 상승한다. 따라서 승계 주자가 득점하면 그만큼 전체적인 야구단의 투수진이 흔들릴 수 있는만큼 수비하는 야구단의 입장에선 승계 주자의 득점을 막는게 최선이라고 볼 수 있다.

## 같이 보기
- 주자
- 투수 교체
- 강판